# مارتن رايت
مارتن رايت (بالإنجليزية: Martin Wright)‏‏ (20 ديسمبر 1912 - 4 مارس 2001 ) مهندس، وطبيب من المملكة المتحدة.